# Celldömölki kistérség

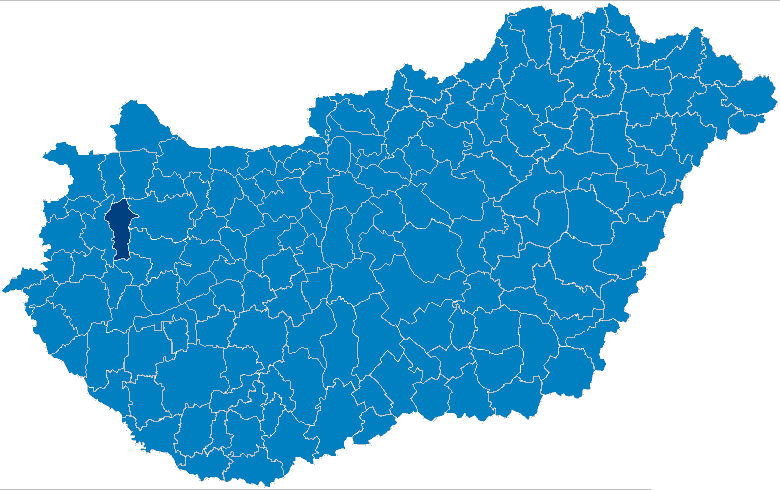
A Celldömölki kistérség

A Celldömölki kistérség egy kistérség volt Vas megyében, központja Celldömölk volt. 28 település alkotta, ebből kettő város (Celldömölk) és (Jánosháza). A 2010-es adatok alapján területe 474,13 km², népessége 24583 fő volt. A megye harmadik legnagyobb területű és harmadik legnépesebb kistérsége volt. 2014-ben az összes többi kistérséggel együtt megszűnt.

## Települései
| Boba          | Borgáta         | Celldömölk   | Csönge          | Duka               |
| Egyházashetye | Jánosháza       | Karakó       | Keléd           | Kemeneskápolna     |
| Kemenesmagasi | Kemenesmihályfa | Kemenespálfa | Kemenessömjén   | Kemenesszentmárton |
| Kenyeri       | Kissomlyó       | Köcsk        | Mersevát        | Mesteri            |
| Nagysimonyi   | Nemeskeresztúr  | Nemeskocs    | Ostffyasszonyfa | Pápoc              |
| Szergény      | Tokorcs         | Vönöck       |                 |                    |

## Fekvése
- Kemenesalja
- Kemeneshát
- Marcal-medence

## Története
Az 1950-es megyerendezés alkalmával Egyházaskesző, Kemeneshőgyész, Kemenesszentpéter, Magyargencs és Várkesző községeket elcsatolták a celldömölki járásból. A kistérség lényegében megegyezett az akkor kialakított járással.

## Nevezetességei
- Sághegyi Tájvédelmi Körzet

Borgáta
- Termálfürdő

Celldömölk
- Római katolikus plébániatemplom, kálvária és bencés kolostor
- Romtemplom (XIII. századi bencés templom maradványai)
- Ság hegyi múzeum (a hegy természeti világát, hely- és kultúrtörténetét mutatja be, valamint itt őrzik az egyik Eötvös-ingát)
- Vulkán Gyógy- és Élményfürdő

Csönge
- Weöres Sándor emlékház

Duka
- Dukai Takách Judit sírhelye

Egyházashetye
- Berzsenyi Dániel szülőháza, ma emlékmúzeum

Jánosháza
- Erdődy várkastély (Erdődy-Choron kastély)

Kemenesmagasi
- a Berzsenyi család kriptája

Kemenesmihályfa
- Vidos kastély

Kemenessömjén
- Berzsenyi Dániel egykori présháza
- Berzsenyi kastély

Kissomlyó
- Királykő emlékhely

Mesteri
- Termálfürdő

Nagysimonyi
- I. világháborús hadifogolytemető

Ostffyasszonyfa
- Pannónia-Ring

Pápoc
- Havas Boldogasszony kápolna

Tokorcs
- AeroSág Repülőtér

Vönöck
- Karácsony kastély

## Vallás
A 2001-es népszámlálás adatai szerint a kistérség 26 782 lakosának túlnyomó többsége, 24 834 fő (92,7%) a három legnagyobb keresztény felekezethez tartozónak vallja magát, ez az adat 21,9%-kal haladja meg az országos átlagot. Ebből római katolikusnak 16 197 (60,5%), evangélikusnak 7960 (29,7%), reformátusnak 677 (2,5%) vallotta magát. Tehát az országos átlaghoz viszonyítva a kistérségben kiemelkedően magas az evangélikusok aránya és nagyobb a római katolikusoké is, de jóval kisebb a reformátusoké és a görögkatolikusoké. Az országos adatokhoz képest sokkal kevesebben jelölték meg magukat nem vallásosként vagy tagadták meg a válaszadást. A 28 település közül 19 római katolikus többségű (köztük a legnépesebb települések is), 9 pedig evangélikus többségű. Ez utóbbiak főként a kistérség északi részén csoportosulnak.

## Nemzeti és etnikai kisebbségek
A kistérségben két cigány kisebbségi önkormányzat működik, Celldömölkön és Jánosházán.